# 熵循环乐队
熵循环乐队（法語：L'Entourloop）是一个创立于法国圣艾蒂安的雷鬼和嘻哈乐队，成立于2013年。

## 历史
该乐队由The Architect和Deejo于2013年创建，他们将艺名改为约翰尼爵士（Sir Johnny）和詹姆斯国王（King James）。乐队名称的灵感来自于1980年上映的电影L'Entourloupe。
他们于2015年发行了第一张专辑《Chickens in Your Town 5》。次年，他们与牙买加歌手斯卡拉·穆奇（Skarra Mucci）合作发行单曲《比吓人更吓人》（Dreader Than Dread）。他们的专辑《Le Savoir Faire》于2017年发行。
2019年，他们发行了一张名为《Golden Nuggets》的EP，仍然与斯卡拉·穆奇合作。
他们在2022年变得特别出名，举办了60场音乐会，其中15场在法国境外举行。同年，他们发行了专辑《Clarity in Confusion》，这张专辑因有31位外部参与者而引人注目，并跻身销量前10名。
2023年，他们与魁北克工作室Stukely合作发布了《La fleur de l'agence》的音乐视频。同年，他们提议与匈牙利歌手Azahriah合作，并于2024年5月合作发行《Don't Turn The Bass Down》。熵循环乐队还参加了2024年5月下旬在布达佩斯普斯卡什球場举行的一场音乐会，现场有50,000名观众。2024年7月，他们在魁北克省的Nuits d'Afrique音乐节上演出。